# Rhopalura
Genre
Rhopalura est un genre d'orthonectides de la famille des Rhopaluridae.

## Description
Ce sont des parasites d'invertébrés marins.

## Liste des espèces
Selon World Register of Marine Species (18 janvier 2021) :
- Rhopalura elongata Shtein, 1953
- Rhopalura gigas (Giard, 1877)
- Rhopalura granosa Atkins, 1933
- Rhopalura intoshi Metchnikoff, 1881
- Rhopalura litoralis Shtein, 1953
- Rhopalura major Shtein, 1953
- Rhopalura murmanica Shtein, 1953
- Rhopalura ophiocomae Giard, 1877
- Rhopalura pelseneeri Caullery & Mesnil, 1901
- Rhopalura philinae Lang, 1954
- Rhopalura pterocirri de Saint-Joseph, 1896
- Rhopalura vermiculicola Caullery, 1914

et
- Rhopalura xenoturbellae Nakano & Miyazawa, 2019

## Publication originale
- Giard, 1877 : Sur les Orthonectida, classe nouvelle d'animaux parasites des Echinodermes et des Turbellaries. Comptes Rendus Hebdomadaires des Séances de l'Académie des Sciences, Paris, vol. 85, no 18, p. 812-814.